# Жори
Жо̀ри (на полски: Żory; на словашки: Žory; на немски: Sohrau) е град в Южна Полша, Силезко войводство. Административно е обособен в отделен градски окръг (повят) с площ 64,64 км2.

## География
Градът се намира в историческата област Горна Силезия.

## История
Жори има градски права от 1272 година. Той е един от най-старите градове в Силезия.

## Население
Според данни от полската Централна статистическа служба, към 1 януари 2014 г. населението на града възлиза на 62 038 души. Гъстотата е души/км2.

## Административно деление
Административно градът е разделен на 9 района (джелници) и 6 микрорайона (ошедли).
Райони:
- Захуд (Запад)
- Шрудмешче
- Клешчувка
- Ровен-Фолварки
- Ошини
- Клешчув
- Барановице
- Рогожна
- Рой

Микрорайони:
- Кшенчя Владислава
- Повстанцув Шльонских
- 700-лечя Жор
- Владислава Шикорскего
- Войчеха Корфантего
- Владислава Павликовскего

## Фотогалерия
- Църква „Въздвижение на Светия Кръст“
- Църква „Св.ап. Филип и Яков“